# 1er régiment de grenadiers (Second Empire)
Pour un article plus général, voir Garde impériale (Second Empire).
Le 1er régiment de grenadiers de la Garde impériale est un régiment d'élite  de la Garde impériale du Second Empire créé en 1854 et supprimé avec le reste de la Garde après la  proclamation de la République française, le 28 octobre 1870.

## Création et différentes dénominations
- 1er mai 1854 : création du 1er régiment de grenadiers de la Garde impériale
- 28 octobre 1870 : suppression

## Colonels
- 1854 : Georges Eugène Blanchard
- 1856 : Pierre Alexandre Lenormand de Bretteville[1]
- 1861 : Alfred Alexandre Cécile de Becquet de Sonnay[Note 1],[2].
- 1868 : colonel Théologue
- 1870 : François Xavier Edmond Péan[3].

## Historique des garnisons, combats et batailles
Le 1er régiment de grenadiers de la Garde est créé le 1er mai 1854. 
Initialement composé de trois bataillons, il a été progressivement formé et a acquis un quatrième bataillon en 1855 et reçoit ses aigles le 2 janvier 1855.
Dans le cadre de la guerre de Crimée, les 1er, 2e et 3e bataillons sont embarqués pour la Crimée qu'ils atteignent le 2 février 1855.
 
Il participe glorieusement à l'attaque des ouvrages Blancs sur le mamelon Vert, le 7 juin, au (1er assaut) de la tour Malakoff, le 18 juin, à la bataille sur la Tchenaïa ainsi qu'à l'assaut sur Sébastopol le 8 septembre.

La paix revenue le régiment revient en France le 7 novembre 1855 et prend ses quartiers à la caserne Charras à Courbevoie.
En 1859, il est engagé dans la campagne d'Italie et débarque à Gênes. Il participe à la bataille de Magenta et à la bataille de Solférino. Il rentre en France le 30 juillet 1859 à la signature du traité de Zurich.
En 1870, pour la guerre franco-allemande il est rattaché à l'armée du Rhin, Garde impériale commandée par le général Bourbaki, 2e division d'infanterie de la garde sous les ordres du général Picard, 1re brigade du général Jeanningros.

Le régiment rejoint Metz le 28 juillet, avec Napoléon III, accompagné du prince impérial, le sous-lieutenant Louis-Napoléon Bonaparte âgé de 14 ans.

Le 16 août, alors qu'il occupe le village de Rezonville, le 1er régiment de grenadiers est engagé dans la bataille de Mars-la-Tour ou il perd 2 officiers tués, 12 blessés et 203 hommes tués ou blessés.

À partir du 18 août il est engagé dans des combats à Saint-Privat, Servigny et Ladonchamps
Comme l'ensemble de l'armée de Metz, le régiment est fait prisonnier de guerre lors de la capitulation du 27 octobre 1870.
Le dépôt et la 7e compagnie restés à la caserne Charras à Courbevoie serviront, le 11 septembre 1870, à former le 28e régiment de marche qui participera à la défense de Paris.
Le 28 octobre 1870, après la  proclamation de la République française, le 1er régiment de grenadiers de la Garde est supprimé comme l'ensemble des unités de la Garde impériale.